# Центральні резервні поліцейські сили
Центральні резервні поліцейські сили (англ. Central Reserve Police Force, CRPF) — внутрішні сили безпеки Індії, одна зі служб центральних збройних поліцейських сил (CAPF), підпорядкована МВС.
Служба заснована 27 липня 1939 року як Crown Representative's Police. Після здобуття Індією незалежності була переформована у Центральні резервні поліцейські сили Законом про CRPF від 28 грудня 1949 року.

## Функції
Основною функцією CRPF є надання допомоги у поліцейських операціях з підтримання закону і порядку та протидії повстанцям, а також допомога у пошуково-рятувальних операціях під час стихійних лих. До 1965 року CRPF також охороняли індо-пакистанський кордон, потім для цієї мети було створено Прикордонні сили безпеки. У 2008 році до CRPF було додано підрозділ під назвою Commando Battalion for Resolute Action або CoBRA (див. нижче) для протидії руху наксалітів.

## Структура та організація
CRPF очолює генеральний директор, який є офіцером індійської поліції. Сфера діяльності розділена на десять адміністративних секторів, кожен з яких очолює генеральний інспектор. До CRPF входить 247 батальйонів приблизно по 1200 осіб у кожному.

### Сили швидкого реагування
Сили швидкого реагування (англ. Rapid Action Force, RAF) — створений у 1991 році підрозділ CRPF у складі 15 батальйонів, призначений для боротьби з громадськими заворушеннями, контроля натовпу, охорони проведення фестивалів і виборів тощо.
Також RAF навчені проведенню пошуково-рятувальних операцій під час стихійних лих та епідемій — зокрема, вони надавали допомогу постраждалим від циклону у Гуджараті в червні 1998 року, спалаху чуми в Сураті в 1994, суперциклону в Орісі (нині Одіша) в 1999, землетрусу в Гуджараті у 2001 тощо.
Крім того, контингент RAF було розгорнуто у Ліберії в рамках миротворчої місії ООН.
Підрозділ оснащений нелетальною зброєю, завжди знаходиться в готовності до швидкого розгортання і застосовується лише за наказами МВС за конкретними вимогами урядів штатів на короткий термін.
До кожної роти RAF входить загін батальйону Mahila-88 (див. нижче), що складається виключно з жінок на випадок протидії жінкам-демонстрантам.
Перші п'ять батальйонів були сформовані до жовтня 1992 року, 5 батальйонів були додані у квітні 1994 року, ще 5 — у 2017. RAF має як відзнаку власний окремий прапор, отриманий 7 жовтня 2003 року від Лал Крішна Адвані, тодішнього заступника прем'єр-міністра Індії.

### Група охорони парламенту
Група охорони парламенту (англ. Parliament Duty Group, PDG) — сформований у 2012 році елітний підрозділ CRPF, що забезпечує збройну охорону Сансад Бхаван (у співпраці з поліцією Делі, ITBP і Службою безпеки парламенту). Група складається з 1540 співробітників різних підрозділів CRPF. Її бійці, серед іншого, навчені захисту від зброї масового ураження та проведенню рятувальних операцій.

### Спеціальна група охорони
Спеціальна група охорони (англ. Special Duty Group, SDD) — елітний підрозділ CRPF, завданням якого є охорона зовнішнього кордону офіційної резиденції прем'єр-міністра, його офісу, а також заходів на відкритому повітрі з його участю. До групи входить близько 1000 осіб.

### CoBRA
Commando Battalion for Resolute Action (CoBRA) — спецпідрозділ CRPF, створений у 2009 році для протидії наксалітам і навчений веденню бою в умовах джунглів, протипартизанській тактиці, знешкодженню вибухових пристроїв, збору розвідувальної інформації тощо . CoBRA складається з одинадцяти батальйонів, розгорнутих у штатах Чхаттісгарх, Біхар, Одіша, Джаркханд, Мадх'я-Прадеш, Махараштра, Західна Бенгалія, Андхра-Прадеш, Ассам і Мегхалая. У 2021 році був створений жіночий підрозділ CoBRA з особового складу батальйону Махіла-88.

### Батальйон Махіла-88
Жіночий батальйон (гінді महिला, IAST Mahila, дослівно «Жінки»). Батальйон створений у 1986, його загони включаються до інших підрозділів CRPF. У 2007 році направлений до Ліберії жіночий батальйон RAF став першим у світі підрозділом такого роду, розгорнутим під егідою Миротворчої місії ООН. Констебль Камлеш Кумарі Ядав з батальйону Махіла-88 була посмертно нагороджена орденом Ашока Чакра, ціною свого життя завадивши терористу-смертнику проникнути на територію парламенту Індії під час терористичної атаки в 2001 році.